# Реформе гајице
-{
| Слова гајице | Слова гајице | Слова гајице | Слова гајице | Слова гајице | Слова гајице | Слова гајице | Слова гајице | Слова гајице | Слова гајице | Слова гајице | Слова гајице | Слова гајице | Слова гајице | Слова гајице |
| ------------ | ------------ | ------------ | ------------ | ------------ | ------------ | ------------ | ------------ | ------------ | ------------ | ------------ | ------------ | ------------ | ------------ | ------------ |
| A            | B            | C            | Ć            | Č            | D            | Đ            | DŽ           | E            | F            | G            | H            | I            | J            | K            |
| L            | LJ           | M            | N            | Nj           | O            | P            | R            | S            | Š            | T            | U            | V            | Z            | Ž            |

}-
Данашња гајица састоји се од 27 простих слова (a, b, c, č, ć, d, đ, e, f, g, h, i, j, k, l, m, n, o, p, r, s, š, t, u, v, z, ž) и три двојна (lj, nj, dž). У латиници слово đ не треба писати као двојно dj.

## Настанак данашњег стандарда
У 14. веку латиница се појављује на западном балканском приморју. Сматра се да је један од првих записа на латиници са западног Балкана статут сестара св. Доминика у Задру из 1435. године. Усвајање латинице је масовније код Хрвата тек у другој половини 15. века.
Првобитну гајицу уобличио је хрватски лингвиста Људевит Гај 1835. године, заснивајући је на чешкој латиници Јана Хуса. Гај је у Будиму објавио књигу Кратка основа хорватско-славенскога правописања, која је била прва обична хрватска правописна књига. Према том нацрту писање гласова ч, ђ, љ, њ, ш, ж решено је постављањем дијакритичких знакова (квачице) изнад слова c, g, d, l, n, s и z. Гај није уопште предвидео слово за глас ћ, јер он као рођени кајкавац, још га није разликовао од ч, а није предвидео ни слово за глас џ које такође није уочавао.
Гај потакнут радовима Шафарика и Колара одустаје од првобитног нацрта и, задржавши слова č, ž, š, уводи за ћ, ђ, љ и њ двоструке знакове.
За глас ђ су користиле чак две варијанте и то dj и gj. Ове верзије гласа ђ ће дуго остати у употреби, а већ 1838. године ће место двоструког слова tj за глас ћ бити уведено дијакритичко слово ć.

## Реформа латинице Ђуре Даничића
Ђуро Даничић предлаже место графија dj и gj за глас ђ слово đ, место осталих двоструких графија (dž, lj, nj) слова ļ, ń, ģ. Све наведене знакове је почео примењивати у Рјечнику Југославенске академије из 1880. године. Само ће слово đ за глас ђ бити прихваћен и то тек Брозовим правописним уџбеником из 1892. године.

## Реформа латинице Вјекослава Бабукића
Неколико година писало се и штампало „рогато е” — ě (симболички представник „јата” — ) којим је Вјекослав Бабукић желео решити расцеп између ијекавице, екавице и икавице.